# Friedhofskreuz (Genainville)

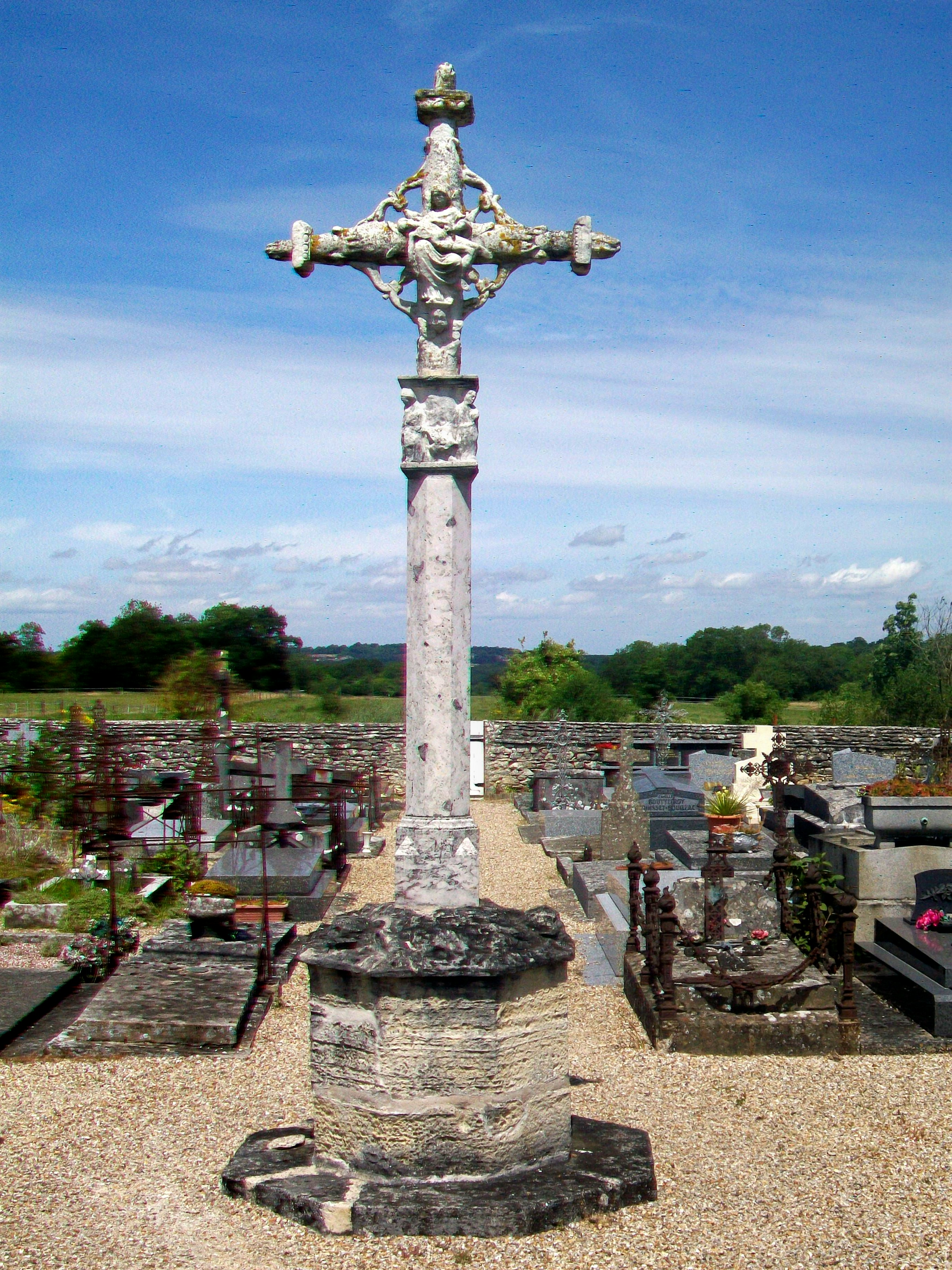
Friedhofskreuz in Genainville

Das Friedhofskreuz (französisch Croix de cimetière) in Genainville, einer französischen Gemeinde im Département Val-d’Oise in der Region Île-de-France, wurde vermutlich im 15./16. Jahrhundert geschaffen. Das Kreuz auf dem kommunalen Friedhof ist seit 1944 als Monument historique klassifiziert.
Auf dem Steinkreuz ist auf einer Seite eine Pietà und auf der anderen Seite der gekreuzigte Christus als Relief dargestellt.